# Pyrochroinae
Sous-famille
Les Pyrochroinae sont une sous-famille d'insectes de l'ordre des coléoptères, de la famille des Pyrochroidae.

## Genres rencontrés en Europe
- Pyrochroa Geoffroy, 1762
- Schizotus Newman, 1837